# Ортодокс (позиція)

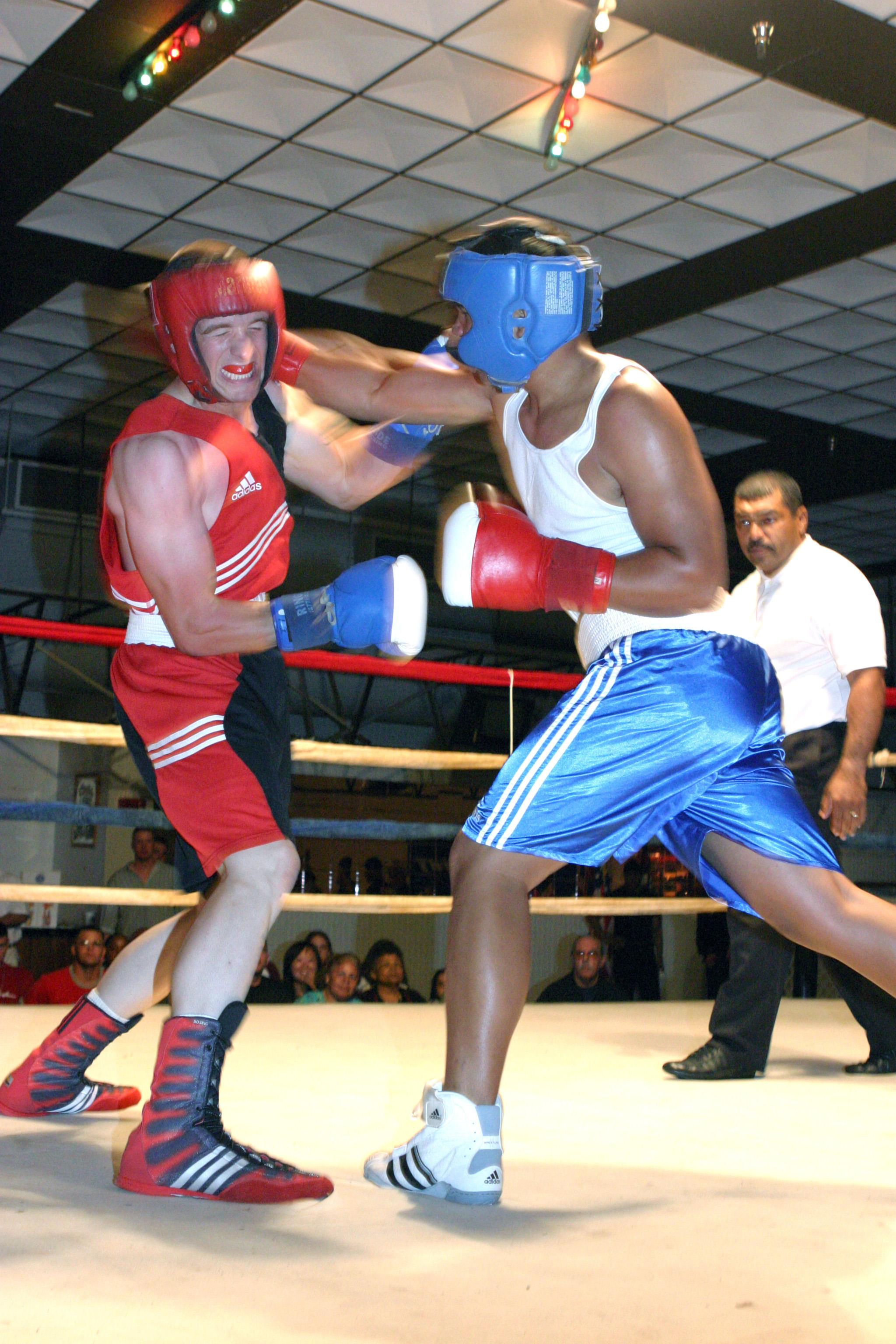
Приклад ортодоксальної позиції (від бійця в синьому)

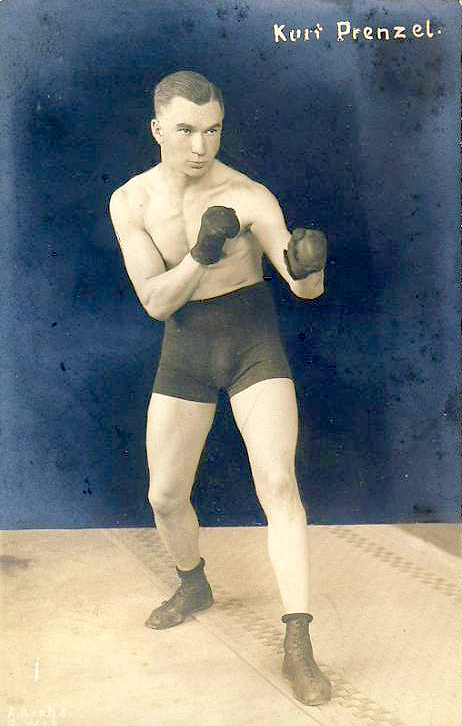
Курт Прензель, боксер 1920-их років, демонструює ортодоксальну стійку з лівою рукою і лівою ногою на передньому плані

Ортодо́кс — бойова стійка і відповідний до неї стиль у бойових видах спорту, як-от бокс і кікбоксинг. Стійка є лівобічною, тобто ліва нога і ліва рука спортсмена виставляються в бік суперника. Найпоширеніша позиція в боксі, адже це позиція для правші. Втім, деякі лівші, як-от Оскар Де Ла Хойя та Міґель Анхель Котто, займали позицію ортодокс, щоб посилити удари передньою рукою: джеби і хуки.
Ортодоксальна стійка є найбільш поширеною позицією в боксі.
Ортодоксальна стійка має дві основні переваги для всіх практиків: її повсюдність, розміщення руки і ноги ближче до правої сторони суперника. Оскільки це найбільш поширена позиція, висока якість навчання в стійці є більш  доступною.
Крім того, оскільки ліва сторона знаходиться попереду, ліва рука та нога досить близькі до правої сторони суперника. Це особливо корисно, бо печінка суперника є дуже вразливою мішенню.

Варіації ортодоксальної стійки:
Хоча класична ортодоксальна стійка має загальні принципи, деякі боксери адаптують її під свій стиль ведення бою. Наприклад:
Контрпанчери часто використовують більш розслаблену позицію з низькою передньою рукою, щоб краще бачити удари суперника та швидше контратакувати.
Агресивні атакуючі боксери можуть тримати руки вище та більше тиснути на суперника, скорочуючи дистанцію для потужних ударів.
Технічні стилісти зазвичай поєднують мобільність з точними ударами, змінюючи висоту корпусу та використовуючи незвичні кути атаки.
Психологічний аспект:
Оскільки більшість бійців використовують ортодоксальну стійку, це створює ефект передбачуваності. Досвідчені спортсмени часто шукають способи урізноманітнити свій стиль, щоб не давати супернику можливості читати їхні дії. Вони можуть змінювати рівень стійки, змінювати ритм атак або навіть на короткий час переходити в шульгу, щоб заплутати опонента.
Вплив на тренування:
Тренування в ортодоксальній стійці зазвичай включають роботу над зміцненням передньої руки для джебів, розвиток вибухової сили правої руки для завершальних ударів та покращення координації ніг. Особливу увагу приділяють позиціюванню корпусу – він не повинен бути занадто відкритим, щоб не ставити під загрозу захист, але й не надто закритим, щоб не втрачати маневреність.
Використання в інших бойових мистецтвах:
Ортодоксальна стійка поширена не лише в боксі, а й у кікбоксингу, [✓муай-тай]], змішаних єдиноборствах (MMA) та навіть в традиційних бойових мистецтвах. У кожній дисципліні вона адаптується залежно від правил бою та технічних особливостей. Наприклад, у муай-тай передня нога часто трохи піднята для блокування ударів ногами, а в MMA бійці з ортодоксальною стійкою частіше використовують тейкдауни з правого боку.
Це лише частина того, що робить ортодоксальну стійку настільки універсальною та ефективною у світі бойових мистецтв.